# Phare des Roches-Douvres
Der Phare des Roches-Douvres ist ein Leuchtturm (französisch Phare) im Ärmelkanal. Er bezeichnet das gleichnamige Felsenriff, das nur bei Niedrigwasser trockenfällt. Der Leuchtturm steht etwa 19 Seemeilen (30 Kilometer) vor der Küste des Département Côtes-d’Armor und er ist der am weitesten von einer Küste entfernte Leuchtturm in Europa.
Seit dem 31. Dezember 2015 steht der Leuchtturm als Monument historique unter Denkmalschutz und stellt einen wichtigen Teil des Programms zum Wiederaufbau der Leuchttürme nach dem Zweiten Weltkrieg dar.

## Erster Turm
Der erste Phare des Roches-Douvres war ein Zwilling des Phare Amédée. Der 58 Meter hohe Turm wurde ebenfalls aus Gusseisen und vom Betrieb des François Rigolet hergestellt. Für die Weltausstellung 1867 stand er zunächst auf dem Champ de Mars. Nach der Weltausstellung wurde der Turm zerlegt und zur Île de Bréhat transportiert. Von dort erfolgte der Wiederaufbau auf dem Plateau des Roches-Douvres. Am 15. Dezember 1868 wurde das Leuchtfeuer in Betrieb genommen, die Bauarbeiten wurden jedoch erst im August 1869 abgeschlossen. In der Endphase der Deutschen Westfront wurde der Turm im August 1944 durch die Wehrmacht zerstört.

## Zweiter Turm
Mit dem schwierigen Wiederaufbau des Leuchtturms wurde 1948 begonnen. Als Baumaterial hatte man sich für Granit von der Côte de Granit Rose entschieden. Ein provisorisches Leuchtfeuer auf einem 17 Meter hohen Pylon ging im April 1950 in Betrieb. Zwei Jahre später, im April 1952, wurde die Laterne auf dem noch im Bau befindlichen Turm in Betrieb genommen.
Die Bauarbeiten für den 58 Meter hohen Turm und das ovale fünfstöckige Leuchtfeuerwärterhaus konnten am 19. Juni 1954 abgeschlossen werden. Im Juli 1971 wurde das Leuchtfeuer elektrifiziert. Der Strom wird von zwei eigenen Windkraftanlagen erzeugt. Die letzten beiden Leuchtfeuerwärter, Dominique Boclé und Philippe Camuzard, haben den Leuchtturm im Oktober 2000 verlassen.
Das automatisierte Leuchtfeuer zeigt als Kennung einen weißen Blitz mit einer Wiederkehr von fünf Sekunden (Fl.W.5s) und die Tragweite wird mit 24 Seemeilen angegeben. Der Leuchtturm sendet seine Position mit dem Automatic Identification System.